# اچ‌آرال
اچ‌آرال (انگلیسی: HRL) مؤسسۀ تحقیقاتی آمریکایی است، که در سال ۱۹۶۰ توسط هوارد هیوز تأسیس شد.